# Grants Pass
Grants Pass az Amerikai Egyesült Államok északnyugati részén, Oregon állam Josephine megyéjében, az Interstate 5 mentén elhelyezkedő város, a megye székhelye. A 2020. évi népszámlálási adatok alapján 39 189 lakosa van.

## Története
A Hudson’s Bay Company vadászai és csapdázói a Siskiyou-ösvényt követve az 1820-as években fordultak meg itt először. Az 1840-es évek végén a Willamette-völgybe tartó telepesek az Applegate-ösvényt követve utaztak át itt. A város neve az Ulysses S. Grant által a vicksburgi hadjárat során elért sikerekre utal. A posta 1865. március 22-én nyílt meg, a település városi rangot pedig 1887-ben kapott.
A Charles W. Nibley finanszírozásával létrejött Oregon–Utah Sugar Company (amely később a Utah–Idaho Sugar Companybe olvadt) cukorrépa-feldolgozója 1916-ban nyílt meg. A munkaerőhiány és a túl kicsi termőterület miatt az üzemet 1918-ban vagy 1919-ben a Washington állambeli Toppenishbe költöztették.
Grants Pass, Ashland és Medford „naplemente-városok” voltak, azaz a színes bőrűeknek napnyugtáig távozniuk kellett. Ugyan Grants Passben erre vonatkozó rendelet nem létezett, a lakosok betartatták a szabályt.

## Éghajlat
Mottójához híven a város a USDA 8b klímazónájában fekszik. Éghajlata mediterrán (a Köppen-skála szerint Csb).
A nyári napok naposak, szárazak és forróak, az éjszakákon drasztikus lehűléssel. Az augusztusi maximum átlaghőmérséklet 32,6 °C, a minimum pedig 12,7 °C. A telek hűvösek és esősek, a havazás ritka. A januári maximum átlaghőmérséklet 8,7 °C, a minimum pedig 1,8 °C. Az évi 790 mm csapadék háromnegyede november 1. és március 31. között esik. Az enyhe telek és száraz nyarak miatt az őshonos növényzet különbözik az állam többi részétől: a faunát szamócák, tölgyek és más, északabbra kevésbé gyakori fajok alkotják.
A melegrekord (46 °C) 1928. július 23-án, a hidegrekord (-19 °C) pedig 1990. december 21-én dőlt meg. Évente átlagosan 51,3 délutánon éri el a hőmérséklet a 32 °C-ot, nyolcon pedig a 38 °C-ot. Évente 77,5 reggelen van fagypont alatt a hőmérséklet.
Évente átlagosan 110 napon esik számottevő csapadék. A legcsapadékosabb év (1288 mm) 1955 júliusától 1956 júniusáig, a legszárazabb (341 mm) pedig 1923 júliusától 1924 júniusáig tartott. A legcsapadékosabb hónap (524 mm) 1996 decembere, a legcsapadékosabb nap (134 mm) pedig 1950. október 29-e volt: ekkor kettő nap alatt 286 mm, az ötödik nap végére pedig összesen 286 mm eső esett. Évente 12 cm hó hull; a leghavasabb hónap (87 cm) 1917 februárja volt.
| Hónap                                            | Jan.  | Feb.  | Már. | Ápr. | Máj. | Jún. | Júl. | Aug. | Szep. | Okt. | Nov.  | Dec.  | Év    |
| ------------------------------------------------ | ----- | ----- | ---- | ---- | ---- | ---- | ---- | ---- | ----- | ---- | ----- | ----- | ----- |
| Rekord max. hőmérséklet (°C)                     | 22,0  | 24,0  | 30,0 | 37,0 | 39,0 | 45,0 | 46,0 | 44,0 | 42,0  | 37,0 | 25,0  | 24,0  | 46,0  |
| Átlagos max. hőmérséklet (°C)                    | 8,7   | 12,2  | 15,3 | 18,6 | 23,4 | 27,3 | 32,5 | 32,6 | 28,8  | 21,0 | 12,1  | 7,6   | 20,1  |
| Átlagos min. hőmérséklet (°C)                    | 1,8   | 2,0   | 2,7  | 4,3  | 7,6  | 10,3 | 13,5 | 12,7 | 9,1   | 5,1  | 3,6   | 1,7   | 6,2   |
| Rekord min. hőmérséklet (°C)                     | −17,0 | −15,0 | −9,0 | −7,0 | −4,0 | −1,0 | 2,0  | −1,0 | −4,0  | −7,0 | −11,0 | −19,0 | −19,0 |
| Átl. csapadékmennyiség (mm)                      | 129   | 101   | 93   | 59   | 35   | 17   | 9    | 7    | 14    | 53   | 112   | 166   | 795   |
| Forrás: Nemzeti Óceán- és Légkörkutatási Hivatal |       |       |      |      |      |      |      |      |       |      |       |       |       |

## Népesség

### 2010
A 2010-es népszámláláskor a városnak 34 533 lakója, 14 313 háztartása és 8700 családja volt. A népsűrűség 1157,7 fő/km2. A lakóegységek száma 15 561, sűrűségük 521,7 db/km2. A lakosok 90,9%-a fehér, 0,5%-a afroamerikai, 1,2%-a indián, 1,1%-a ázsiai, 0,3%-a a Csendes-óceáni szigetekről származik, 2,3%-a egyéb, 3,7%-a pedig kettő vagy több etnikumú. A spanyol vagy latino származásúak aránya 8,5% (   )
A háztartások 30,7%-ában élt 18 évnél fiatalabb. 41,3% házas, 14,5% egyedülálló nő, 4,9% egyedülálló férfi, 39,2% pedig nem család. 32,8% egyedül élt; 16,3%-uk 65 éves vagy idősebb. Egy háztartásban átlagosan 2,34 személy élt; a családok átlagmérete 2,94 fő.
A medián életkor 39,3 év volt. A város lakóinak 24,3%-a 18 évesnél fiatalabb, 8,4% 18 és 24 év közötti, 23,6%-uk 25 és 44 év közötti, 25%-uk 45 és 64 év közötti, 18,6%-uk pedig 65 éves vagy idősebb. A lakosok 47,3%-a férfi, 52,7%-a pedig nő.

### 2000
A 2000-es népszámláláskor  a városnak 23 003 lakója, 9376 háztartása és 5925 családja volt. A népsűrűség 711,1 fő/km2. A lakóegységek száma 9885, sűrűségük 331,4 db/km2. A lakosok 93,6%-a fehér, 0,2%-a afroamerikai, 1,6%-a indián, 1,1%-a ázsiai,  1,2%-a egyéb-, 2,3%-a pedig kettő vagy több etnikumú. A spanyol vagy latino származásúak aránya 7,2% (   )
A háztartások 31,1%-ában élt 18 évnél fiatalabb. 44,5% házas, 14,5% egyedülálló nő; 36,8% pedig nem család. 31,2% egyedül élt; 16%-uk 65 éves vagy idősebb. Egy háztartásban átlagosan 2,36 személy élt; a családok átlagmérete 2,94 fő.
A város lakóinak 26%-a 18 évesnél fiatalabb, 8,1% 18 és 24 év közötti, 25,7%-uk 25 és 44 év közötti, 20,7%-uk 45 és 64 év közötti, 19,4%-uk pedig 65 éves vagy idősebb. A medián életkor 38 év volt. Minden 100 nőre 86,8 férfi jut; a 18 évnél idősebb nőknél ez az arány 80,7.
A háztartások medián bevétele 29 197 amerikai dollár, ez az érték családoknál $36 284. A férfiak medián keresete $31 128, míg a nőké $23 579. A város egy főre jutó bevétele (PCI) $16 234. A családok 12,2%-a, a teljes népesség 34,9%-a élt létminimum alatt; a 18 év alattiaknál ez a szám 20,8%, a 65 évnél idősebbeknél pedig 7,3%.

## Gazdaság
Itt található Travis és Dane Boersma által 1992-ben alapított Dutch Bros. Coffee, amely kezdetben egyetlen standot üzemeltetett, majd hamarosan az egész régióban nyíltak üzleteik. A Fire Mountain Gems 1973-ban alapított ékszergyártó.

## Közigazgatás
A polgármestert és a négy választókörzetet nyolc képviselőjét négy évre választják. A tisztségek betöltéséért fizetést nem kapnak. A városi hivatalok és személyzetük felügyeletére városmenedzsert alkalmaznak.

## Kultúra

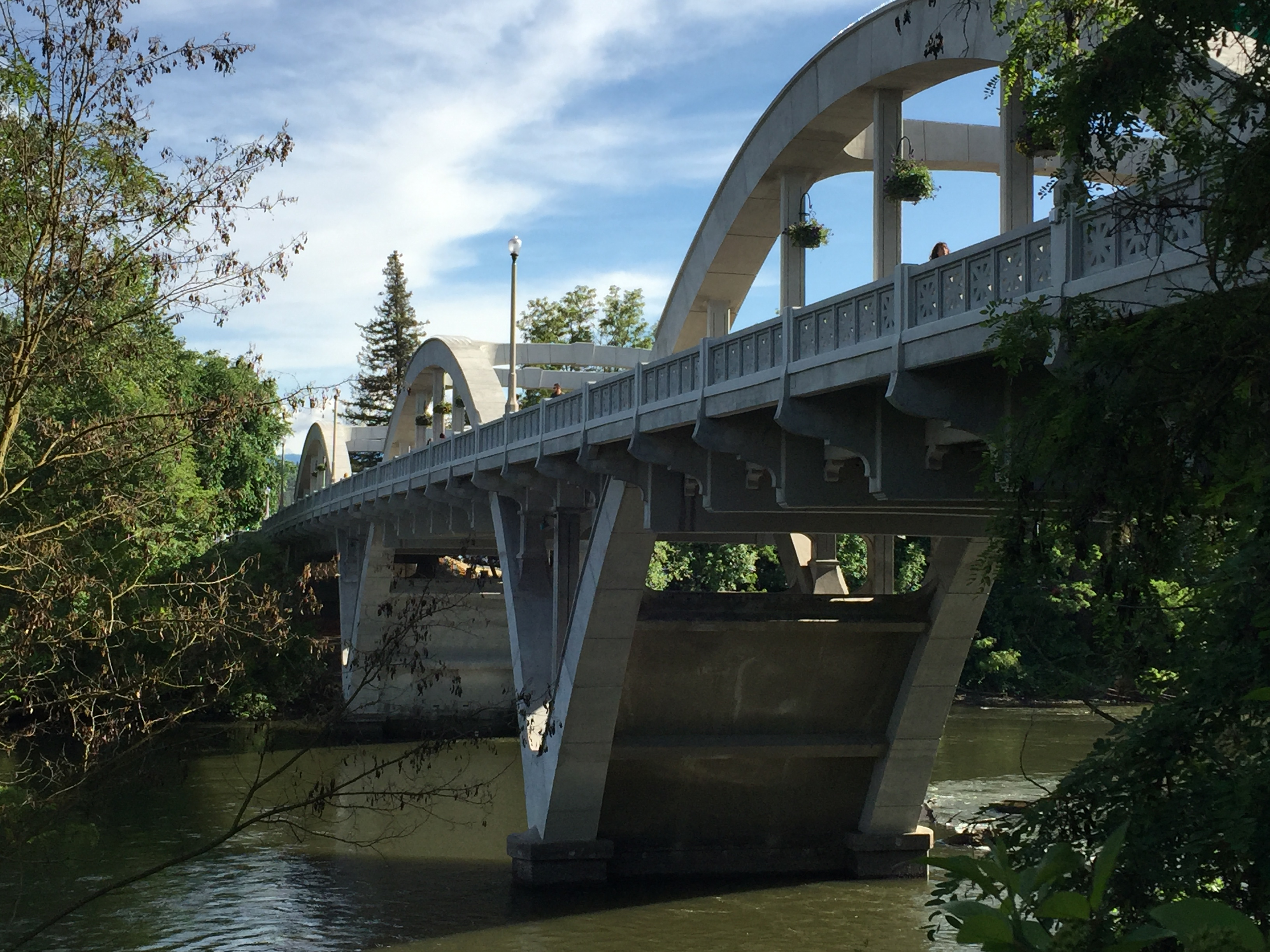
A Rogue folyó feletti ívhíd

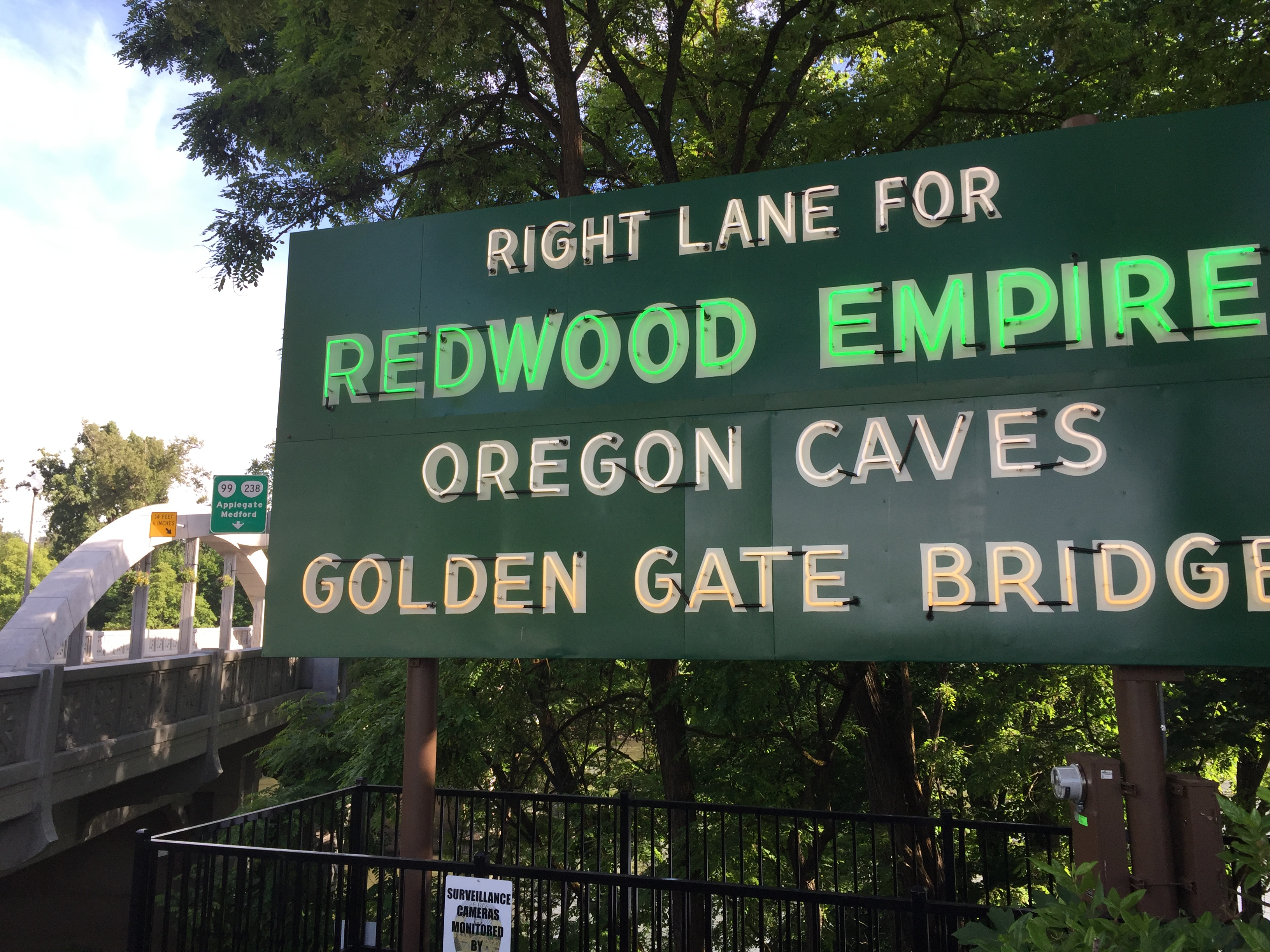
A hídnál található jelzőtábla

Az emlékezet napján megrendezett hidroplánverseny helyszíne a Riverside Park. A megyei vásárt augusztus végén tartják.
Az egykori Rogue színház ma főképp helyi fellépőknek ad otthont. A Grants Pass Towne Center Association „vissza az ötvenes évekbe” programja keretében koncerteket és járműfelvonulást is tartanak. Évente öt pénteken rendezik meg a művészetek éjszakáját, emellett a hónapok első péntekén a belvárosi üzletekben helyi művészek alkotásait állítják ki.
Egy szövetségi program keretében a városban tíz temperafestményt állítottak ki, ebből kettőt a postán.
A Conde McCullough által 1933-ban épített Caveman ívhidat 2019-ben felújították. A híd elején található jelzőtáblát egy balesetben kidöntötték, de történelmi jelentősége miatt 2021-ben helyreállították.

## Parkok
A város parkjai közül a legjelentősebbek a Riverside Park koncerthelyszín, valamint a közösségi összefogással kialakított Reinhart Volunteer Park. A település rendelkezik a zöld erőfeszítéseket elismerő Tree City USA, valamint az állami Oregon Tree City kitüntetésekkel.

## Oktatás
A város iskoláinak fenntartója a Grants Pass-i Tankerület. Itt van a Rouge Közösségi Főiskola székhelye, a Redwood campus.

## Közlekedés

### Közút
- Interstate 5
- U.S. Route 199
- Oregon Route 99
- Oregon Route 238

### Busz
A Greyhound Lines buszai kettő városi megállót érintenek.

### Vasút
A települést személyvonatok nem érintik, az Amtrak a környékbeli vasútállomásokra ráhordó buszokat üzemeltet. A Central Oregon & Pacific Railroad telephelyet tart fenn.

### Légi közlekedés
A Grants Pass-i repülőtér a várostól nyolc kilométerre északnyugatra fekszik.

## Média

### Rádió
| Középhullám      | Középhullám      | Középhullám                |
| Hívójel          | Frekvencia (kHz) | Tematika                   |
| ---------------- | ---------------- | -------------------------- |
| KAGI             | 930              | Hírek                      |
| KAJO             | 1270             | Hírek, beszélgetős műsorok |
| Ultrarövidhullám |                  |                            |
| Hívójel          | Frekvencia (MHz) | Tematika                   |
| KDOV             | 88,1             | Vallás                     |
| KLXG             | 91,1             | Vallás                     |
| KTMT-FM          | 92,1             | Slágerlisták               |
| KIFS             | 93,1             | Slágerlisták               |
| KRRM             | 94,7             | Countryzene                |
| KBOY-FM          | 96,1             | Klasszikus rock            |
| KROG             | 96,9             | Klasszikus és kemény rock  |
| KLDR             | 98,3             | Slágerlisták               |
| KISS             | 98,5             | Pop                        |
| KRWQ             | 98,7             | Countryzene                |
| KCMD             | 99,3             | Hírek, beszélgetős műsorok |
| KLDZ             | 100,7            | Slágerlisták               |
| KSOR             | 101,5            | Komolyzene                 |
| KCNA             | 102,7            | Slágerlisták               |
| KAWZ             | 103,1            | Vallás                     |
| KAKT             | 104,7            | Countryzene                |
| KMED             | 106,3            | Hírek, beszélgetős műsorok |
| KGPZ-LP          | 106,7            | Keresztény                 |
| KCMX-FM          | 107,1            | Felnőtt kortárs zene       |
| KJCR             | 107,9            | Katolikus                  |

### Újság
A Grants Pass Daily Courier napilapot 1886-ban alapították.

## Nevezetes személyek
- Agnes Baker Pilgrim, az őslakos női bölcsek tanácsának elnöke[43]
- Al Wistert, amerikaifutball-játékos[44]
- Brandon Drury, baseballjátékos[45]
- Carl Barks, illusztrátor[46]
- Catherine Anderson, író[47]
- Charles Levin, színész[48]
- Cornelius Sidler, politikus, ügyvéd[49]
- David Anders, színész[50]
- David Goines, író[51]
- Debbie Lawler, kaszkadőr[52]
- Dick James, amerikaifutball-játékos[53]
- Don Summers, amerikaifutball-játékos[54]
- Gary McFarland, zeneszerző[55]
- Helen Chenoweth-Hage, politikus[56]
- Hub Pernoll, baseballjátékos[57]
- Jack Lee Harelson, biztosítási ügynök, sírrabló[58]
- Jerry Sherk, amerikaifutball-játékos[59]
- Jim McDonald, baseballjátékos[60]
- Josh Saunders, labdarúgó[61]
- Kevin Hagen, színész[62]
- Ken Williams, baseballjátékos[63]
- Kit Culkin, színész[64]
- Merrill McPeak, a légierő egykori vezérkari főnöke[65]
- Michael Curry, bábtervező[66]
- Mike Johnson, basszusgitáros[67]
- Pat Beach, amerikaifutball-játékos[68]
- Russell Myers, képregényrajzoló[69]
- Scott O’Hara, költő, pornószínész[70]
- Shelley Shannon, abortuszellenes aktivista, gyújtogató[71]
- Terry Carr, író[72]
- Tom Blanchard, amerikaifutball-játékos[73]
- Ty Burrell, színész[74]

## Testvérváros
- Rubcovszk, Oroszország[75]

## Fordítás
- Ez a szócikk részben vagy egészben  a   Grants Pass című angol Wikipédia-szócikk fordításán alapul.  Az eredeti cikk szerkesztőit annak laptörténete sorolja fel. Ez a jelzés csupán a megfogalmazás eredetét és a szerzői jogokat jelzi, nem szolgál a cikkben szereplő információk forrásmegjelöléseként.